# 维滕贝尔格
维滕贝尔格（發音：[vɪtn̩ˈbɛʁɡə] ⓘ）是德国勃兰登堡州普里格尼茨县的城市，面积50.63平方千米，2023年12月31日人口为16,982人。

## 友好城市
维滕贝尔格与以下城市结为友好城市：
- 法國 香槟沙隆
- 德国 埃尔姆斯霍恩
- 保加利亚 拉茲格勒